# Піщанка (Самарський район)
Піща́нка (каз. Песчанка) — село у складі Самарського району Східноказахстанської області Казахстану. Входить до складу Палатцинського сільського округу.
Населення — 36 осіб (2021; 134 у 2009, 232 у 1999, 326 у 1989).
Національний склад станом на 1989 рік:
- казахи — 75 %
- росіяни — 22 %